# Thomas Jaspersen
Thomas Jaspersen (* 1947 in Hamburg) ist deutscher Professor für Betriebswirtschaftslehre.

## Leben
Jaspersen studierte von 1971 bis 1974 an der Universität Hamburg, wo er auch 1975 promovierte. 1984 promovierte er ein zweites Mal an der Gesamthochschule Kassel. Seit 1980 ist er Professor für Betriebswirtschaftslehre und Produktplanung an der Hochschule Hannover (ehemals Fachhochschule Hannover). Er ist beteiligt am Forschungsprojekt Herbar Digital. Von 2007 bis Januar 2011 war Jaspersen Vizepräsident der Hochschule Hannover.
Er ist verheiratet und hat vier Kinder.

## Schriften
- Thomas Jaspersen: Produkt-Controlling : betriebswirtschaftliche und technische Verfahren zur Produktentwicklung. Oldenbourg, München 1992, ISBN 3-486-22363-1.
- Thomas Jaspersen: Investition : computergestützte Verfahren und Controlling im Investitionsprozeß. Oldenbourg, München 1997, ISBN 3-486-22895-1.
- Thomas Jaspersen: IT-Controlling für Mittel- und Kleinbetriebe : Leitfaden für die Praxis. E. Schmidt, Berlin 2005, ISBN 978-3-503-08747-1.
- Thomas Jaspersen, Manfred Krause, Karl-Heinz Steinke: Forschungsprojekt Herbar Digital : Rationalisierung der Virtualisierung von botanischen Belegmaterial und deren Verwendung durch Prozessoptimierung und -automatisierung. Zwischenbericht: Forschungsjahr 07/2007 - 06/2008. Hannover 2009, urn:nbn:de:bsz:960-opus-2516.